# Mallinella scutata
Mallinella scutata är en spindelart som beskrevs av Embrik Strand 1906. Mallinella scutata ingår i släktet Mallinella och familjen Zodariidae.
Artens utbredningsområde är Etiopien. Inga underarter finns listade i Catalogue of Life.